# Роббек, Василий Афанасьевич
Василий Афанасьевич Роббек (6 января 1937, Верхнеколымский наслег, Якутская АССР — 9 июля 2010, Якутск) — советский и российский учёный-филолог, доктор филологических наук, профессор, академик АН Республики Саха (Якутия). Заслуженный деятель науки Российской Федерации (2001).
Является одним из основателей Института проблем малочисленных народов Севера Сибирского отделения РАН. Был ведущим ученым в области тунгусо-маньчжуроведения и создал научную школу по теории функциональной грамматики применительно к тунгусо-маньчжурским языкам. Автор более ста научных трудов, в том числе 15 монографий, внесших значительный вклад в североведение и посвященных актуальным проблемам коренных малочисленных народов Севера.

## Биография
Родился 6 января 1937 года в Верхнеколымском наслеге Среднеколымского района Якутской АССР в семье оленеводов.
В 1946 году поступил в Рыжовскую начальную школу, затем продолжил учиться в Родчевской семилетней школе и в 1956 году окончил Среднеколымскую среднюю школу. В 1966 году окончил Ленинградский педагогический институт им. Герцена (ЛПИ, ныне Российский государственный педагогический университет имени А. И. Герцена).
Свою трудовую деятельность начал в 1956 году в органах народного образования. В 1958—1959 годах находился на комсомольской работе, в 1959—1961 годах работал в учреждениях культуры Якутии. По окончании ЛПИ, в 1966—1970 годах работал директором восьмилетней школы. В 1970—1974 годах — аспирант, в 1974—1992 годах — старший лаборант, младший научный сотрудник и старший научный сотрудник Института языка, литературы и истории Якутского филиала Сибирского отделения АН СССР (ИЯЛИ). С 1992 по 2008 год Василий Афанасьевич был директором Института проблем малочисленных народов Севера Сибирского отделения РАН, в 2008—2010 годах — заведующий сектором эвенкийской филологии Института гуманитарных исследований и проблем малочисленных народов Севера (ИГИиПМНС) Сибирского отделения РАН.
В 1974 году защитил кандидатскую диссертацию на тему «Виды глаголов в эвенкском языке», в 1992 году — докторскую диссертацию на тему «Грамматические категории эвенкского глагола в функционально-семантическом аспекте». Под его руководством было защищено шесть кандидатских и одна докторская диссертации. Ему принадлежит заслуга открытия кафедры северной филологии в Якутском государственном университете, первого колледжа народов Севера в посёлке Черском, эвенского и эвенкийского отделений в педагогических училищах Якутска.
Наряду с научно-педагогической, Василий Афанасьевич Роббек занимался и общественной деятельностью. Избирался депутатом Верховного Совета Якутской АССР XII созыва, был экспертом ЮНЕСКО по устойчивому развитию Арктики, членом консультативно-экспертного Совета комитета Госдумы РФ по проблемам Севера, Международной Ассоциации экспертов коренных народов мира, Международного конгресса общественных наук Арктики и Севера, правления Союза ассоциаций народов Севера Республики Саха (Якутия). В 1994 году он был избран членом-корреспондентом, а в 1995 году стал действительным членом Академии наук Республики Саха (Якутия).
Умер в Якутске 9 июля 2010 года.
На доме, где жил Василий Роббек планируется установка мемориальной доски.

## Заслуги
- Василий Афанасьевич Роббек был удостоен званий «Заслуженный деятель науки Российской Федерации» (2001)[8], «Заслуженный деятель науки Республики Саха (Якутия)»[9], «Отличник народного просвещения РСФСР», «Заслуженный ветеран Сибирского отделения РАН».
- Был награждён медалью «За заслуги и развитие науки Республики Саха (Якутия)», а также знаками отличия в честь юбилея «370 лет Якутия с Россией», «За верность Северу» и «Гражданская доблесть»[10].
- Стал Почетным гражданином Среднеколымского улуса.